# 부산부 정
부산부 정은 대한민국의 옛 국회의원 선거구이다. 당시 경상남도 부산부의 일부 지역을 관할했다.

## 역사
1948년 제헌 국회의원 선거를 앞두고 신설되었다.
1949년 부산부의 명칭이 부산시로 변경되었다. 이에 1950년 선거를 앞두고 부산시 병, 부산시 무 선거구로 각각 분리되면서 폐지되었다.

## 역대 국회의원
| 선거   | 정당 | 정당   | 의원   |
| ------ | ---- | ------ | ------ |
| 1948년 |      | 무소속 | 박찬현 |

## 역대 선거 결과

### 대한민국 제헌 국회의원 선거
|  | 30.48% |

|  | 16.29% |

|  | 15.48% |

|  | 10.67% |

|  | 9.94% |

|  | 9.86% |

|  | 4.48% |

|  | 2.76% |